# Peter Buhl (søofficer)
 Der er flere personer med dette navn, se Peter Buhl.
Peter Buhl (født 16. maj 1789 i Fredericia, død 6. juli 1812 ved Lyngør) var en dansk søofficer.
Han var søn af kancelliråd, byfoged, senere herredsfoged i Elbo-Brusk Herreder og justitsråd Hans Buhl (1751-1814) og Mette Dorothea Thomsen (1755-1806). Buhl blev allerede som 18-årig kadet ansat på den kanonbådsafdeling, hvormed kommandør Steen Andersen Bille 1807 forsvarede København fra søsiden mod den engelske flåde. Han skal allerede ved denne lejlighed have ytret, at han stykkevis ville miste livet i denne krig, hvad der virkelig også slog til. I en kamp i Kalvebod Strand mod de engelske batterier ved gamle Pesthus (august 1807) mistede han den venstre arm. Snart efter blev han i november 1808 sekondløjtnant.
Buhl deltog senere i den uheldige affære, som 1811 under ledelse af løjtnant Jørgen Conrad de Falsen og major Ketil Melstedt iværksattes for at fordrive englænderne fra Anholt. Han udmærkede sig her på fremragende måde, men undgik ikke at falde i fangenskab. Efter at være blevet udløst af dette kom han på ny under Falsens kommando og deltog atter i dennes angreb på en engelske konvoj 4. juli samme år. Her blev han hårdt såret i ryggen og for anden gang taget til fange. Det påfølgende år ansattes Buhl ved den norske flådeafdeling i fregatten Najaden under kaptajn Hans Peter Holm. I den blodige kamp 6. juli 1812 ved Lyngør i Norge, hvor fregatten tillige med tre brigger kæmpede mod det engelske linjeskib Dictator og en brig, og hvor fregatten blev fuldstændig ødelagt, fandt han her tillige med omtrent 130 mand heltedøden kun 23 år gammel. Holm omtaler ham i sin rapport som et "lige så ædelt menneske som en dygtig officer". Han var blevet Ridder af Dannebrog 1809 og Dannebrogsmand 1812.
Han er begravet på Askerø, hvor den norske regering i 1847 rejste et mindesmærke. Et mindesmærke blev rejst i 1912 for ham i hans fødeby Fredericia; dette er udført af Ludvig Brandstrup.
Han er desuden gengivet i en miniature af "Forti" og et stik af Andreas Flint (Det Kongelige Bibliotek), gengivet i flere xylografier, bl.a. af H.P. Hansen 1873.